# Maertens de Noordhout
Maertens en Maertens de Noordhout is een notabele, familie uit Gent, waarvan enkele leden in de erfelijke adel werden opgenomen.
Kregen vergunning om de Noordhout toe te voegen aan hun familienaam:
- De kinderen van Victor Maertens, in 1929.
- De kinderen van Raymond Maertens, in 1929.
- Léon Maertens en zijn nakomelingen, in 1929.
- Louis Maertens, zoon van Albert Maertens, in 1929.
- Albert Maertens en zijn zoon René (1882-1961), in 1931.
- Adrien Maertens (1879-1918), zoon van Albert, in 1933.

## Genealogie
- Louis Maertens (1781-1872), bankier,  x Marie-Jeanne Pelckmans (1783-1831)
  - Joseph Maertens (1808-1864), voorzitter van de rechtbank van koophandel in Gent, x Emilie Verhaeghe (1810-1858)
    - Victor Maertens (zie hierna)
    - Raymond Maertens (zie hierna)
    - Léon Maertens de Noordhout (zie hierna)
    - Marie-Joséphine Maertens X Joseph van Naemen, senator

  - Leopold Maertens (zie hierna)

## Victor Maertens
- Victor Marie Léopold Maertens (Gent, 5 februari 1842 - Brussel, 7 mei 1918) werd in 1896 opgenomen in de Belgische erfelijke adel. Hij trouwde in 1865 in Oudenaarde met Marie-Jeanne van Overwalle (1845-1868), met wie hij een dochter had. Hij hertrouwde in 1871 in Kortrijk met Elisabeth Goethals (1841-1937), met wie hij zeven kinderen had.
  - Emile Maertens de Noordhout (1881-1972) trouwde in 1910 in Sint-Gillis met Angèle Duvivier.
    - Henri Maertens de Noordhout (1912-2004) trouwde in Brussel met Ena Desmedt (1906-1992). Hij was voorzitter van het Hoger Instituut voor Chinese Leergangen en was tijdens de Tweede Wereldoorlog actief in het Verzet bij de inlichtingendiensten. Zij organiseerde gedurende jaren de 'quadrille van de lansiers' voor de militaire school, het 'ballet van de débutantes' en de 'hofquadrilles' voor het bal van de Vereniging van de Adel. Uitgedoofde familietak.

## Raymond Maertens
- Raymond Marie Auguste Léopold Maertens (Gent, 22 april 1848 - 15 mei 1914),  werd in 1896 opgenomen in de Belgische erfelijke adel. Hij trouwde in Brugge in 1871 met Claire Breydel (1846-1887), dochter van Charles Breydel en Honorine de Brock. Ze kregen vier kinderen.
  - Joseph Maertens de Noordhout (1872-1941), ereconservator aan de Rijksuniversiteit Gent, lid van de koninklijke academie voor archeologie van België. Hij trouwde in Stavelot in 1908 met Victoire Dumont (1882-1905).
  - Fernand Maertens de Noordhout (1873-1952) trouwde in 1897 in Gent met Aline Vervier (1867-1945), dochter van ridder Camille Vervier en Fanny De Geyter. Uitgedoofde familietak.

## Léon Maertens de Noordhout
- Léon Maertens de Noordhout (Gent, 8 september 1853 - Stavelot, 31 maart 1937) werd in 1896 opgenomen in de Belgische erfelijke adel. Hij trouwde in 1885 in Stavelot in 1885 met Julie Massange (1862-1924). Ze kregen zes kinderen, met afstammelingen tot heden.

## Leopold Maertens
- Léopold François Ghislain Maertens (Gent, 7 november 1816 - 8 januari 1898), volksvertegenwoordiger, werd in 1896 opgenomen in de Belgische erfelijke adel. Hij trouwde in 1846 in Sint-Jans-Molenbeek met Léopoldine Van der Maelen (1823-1881). Het echtpaar kreeg drie kinderen.
  - Albert Maertens de Noordhout (1851-1933), trouwde met Mathilde Bracq (1848-1905). Hij was voorzitter van de Banque de Flandre. Het echtpaar had vier kinderen met afstamming tot heden, maar met vooruitzicht van uitdoven bij gebrek aan mannelijke afstammelingen.